# Seznam rokovskih skupin
Seznam rokovskih skupin.

## A
- ABBA
- AC/DC
- Accept
- Acid Bath
- Aerosmith
- Alice Cooper 1972/1973
- Angel
- Angels and Airwaves
- Anthrax
- April Wine
- Arctic Monkeys
- The Animals
- Atomsko sklonište

## B
- Bachman-Turner Overdrive
- Bad Company
- Badfinger
- The Band
- The Beatles
- Beck,Bogart,Appice
- Bijelo dugme
- Billy Talent
- Big Foot Mama
- Blackfoot
- The Black Crowes
- Black Sabbath
- Blink-182
- Blind Faith
- Bloc Party
- Blue Oyster Cult
- Bon Jovi
- Boston
- Budgie
- Buldožer

## C
- Cheap Trick
- Cinderella
- Cream
- CCR
- Cactus
- Cult

## D
- David Lee Roth
- Def Leppard
- Deep Purple
- Dust
- Dr.Feelgood
- Doobie Brothers
- Don Mentony Band
- Dežurni Krivci

## E
- Electric Light Orchestra
- ELP
- Eagles
- Episode Six Gillan + Glover
- Edgar Broughton Band
- Extreme

## F
- Firm
- Free
- Focus
- Foghat
- Fleetwood Mac
- Foo Fighters

## G
- Gary Glitter Band
- Gary Moore
- Gillan
- Girl
- Guns'n'Roses
- Grand Funk Railroad
- Green day
- Guardians of Time
- George Thorogood & The Destroyers
- Guess Who

## H
- Heart
- Humble Pie
- HIM

## I
- Ian Hunter
- Iron Butterfly
- Iron Maiden
- Indexi

## J
- James Gang
- Jethro Tull
- Journey
- Juicy Lucy
- Judas Priest

## K
- Kansas
- Kinks
- King Crimson
- Kiss

## L
- Led Zeppelin
- Lone Star
- Loverboy
- Lynyrd Skynyrd
- Linkin Park

## M
- Mahogany Rush Frank Marino
- Marshall Tucker Band
- Marillion
- Manfred Man
- Mamuth
- Max Webster
- Metallica
- Midnight Oil
- Molly Hatchet
- Moxy Tommy Bolin
- Montrose Sammy Hagar
- Mountain
- More
- Mötorhead
- Mötley Crüe
- Mr. Big
- My Chemical Romance
- Muse
- ((marilyn manson))

## N
- Nazareth
- Nirvana

## O
- Objem

## P
- Parni valjak
- Pat Travers Band
- Patti Smith
- Paulow's Dog
- Panic! at the Disco
- Pudding fields
- Pearl Jam
- Peter Frampton
- Pink Floyd
- Plus 44
- Point Blank
- Poison

## Q
- Queen

## R
- Ram Jam
- Ramones
- Redbone
- Reo Speedwagon
- Riblja Čorba
- Rolling Stones
- Rory Gallagher
- Rod Steward
- Rare Earth
- Rainbow
- Red Hot Chili Peppers

## S
- Santana
- Saxon
- Scorpions
- Sex Pistols
- Sir Lord Baltimore
- Simple Plan
- Skunk Anansie
- Skyline Arcade
- Slade
- SMAK
- Status Quo
- Stampedo
- Starz
- Steppenwolf
- Styx
- Supertramp
- Survivor
- Sweet

## Š
- Šank Rock

## T
- Taste
- Ted Nugent
- Ten Years After
- Tesla
- Teška industrija
- The Doors
- The Jimi Hendrix Experience
- The Stranglers
- The Killers
- The Rasmus
- The Who
- Thin Lizzy
- Tygers Of Pan Tang
- Trapeze Gleen Hughes
- Trance
- Traveling Wilburys
- Truth
- T.Rex

## U
- U2
- UFO
- Undertaker
- Up'n Downs
- Uriah Heep
- Ursa Mayor

## V
- Vanilla Fudge
- Vardis
- Van Halen
- Veronique
- Velvet Revolver

## W
- Whitesnake
- Wishbone Ash

## Y
- YES
- Yu grupa

## Z
- ZZ Top